# Oliver Maric
Oliver Maric (Zara, 11 marzo 1981) è un ex calciatore croato naturalizzato svizzero, di ruolo difensore.